# FC Rouen

Altes Logo

Der Football Club de Rouen 1899 ist ein französischer Fußballverein aus Rouen, der Hauptstadt des Départements Seine-Maritime, an der Seine in der Normandie gelegen.
Gegründet wurde er 1896 (zunächst als Rugbyverein, ab 1899 auch mit einer Assoziationsfußballabteilung) als FC Rouennais. Seinen heutigen Namen trug der Klub ab 1933 und, unterbrochen durch Konkurs und Neugründung als Olympique Grand Rouen in den 1990er Jahren, wieder seit 2003.
Die Vereinsfarben sind Rot und Weiß, weshalb die Mannschaft auch als „Rote Teufel“ (frz.: Diables Rouges) bezeichnet wird. Die Ligamannschaft spielt im Stade Robert Diochon, das im Sommer 2009 auf eine Kapazität von 12.018 Plätzen ausgebaut wurde.
Vereinspräsident ist Pascal Darmon; die erste Mannschaft wird derzeit von Didier Ollé-Nicolle trainiert (Stand: Januar 2013).

## Geschichte
Die erfolgreichste Zeit der „Roten Teufel“ lag zwischen etwa 1910 und 1930, auch wenn der Verein in den folgenden beiden Jahrzehnten sowie in den 1960er Jahren nahezu einen Stammplatz in der Division 1 besaß. Rouen gehörte der Union des sociétés françaises de sports athlétiques, dem ältesten und mitgliederstärksten der bis 1919 konkurrierenden Fußballverbände Frankreichs, an und hatte dort in der normannischen Spielstaffel mit dem Le Havre AC einen mächtigen Konkurrenten, den er erstmals 1910 (und dann jährlich bis 1914) hinter sich lassen konnte und Meister der Normandie wurde. Allerdings waren die dann folgenden Gegner auf nationaler Ebene – insbesondere aus dem Norden (Lille, Roubaix) und aus Paris, aber auch von der Mittelmeerküste – für Rouen zu stark, so dass es lediglich 1913 zur Endspielteilnahme reichte, in dem dann aber Stade Helvétique Marseille den nationalen Titel errang.
Nach dem Ersten Weltkrieg und der Gründung der Fédération Française de Football (Association) gelang dem FC sein bislang größter Erfolg: er kämpfte sich 1925 bis in das Endspiel des französischen Pokals durch und traf hier auf CASG Paris. Da die erste Partie auch nach Verlängerung 1:1 stand, musste Rouen wenige Tage später ein zweites Mal in Paris (von Anfang an immer Austragungsort des Finales) antreten. Dieses Spiel ging mit 2:3 verloren. Es war gleichzeitig das allererste Wiederholungsspiel in der langen französischen Pokalgeschichte; zwischen 1918 und 1997 kam dies überhaupt nur achtmal vor – danach wurde das Elfmeterschießen zur sofortigen Entscheidung eingeführt. 1936 stieg der FC Rouen erstmals in die höchste Profiliga Frankreichs auf.
Während des Zweiten Weltkrieges gelang dem FC Rouen zweimal ein Titelgewinn „ohne Wert“: er wurde 1940 und 1945 jeweils Meister der Nordstaffel im besetzten Frankreich – aber diese Meisterschaften zählt der französische Fußballverband nicht als offizielle Titel. Hingegen wurde der Final des Championnat de France gegen den FC Lyon Olympique Universitaire am 24. Juni 1945 im Stade Yves-du-Manoir in Colombes vor 15.000 Zuschauern, den die als „rote Teufel“ bezeichneten Spieler des FC Rouen mit 4:0 für sich entschieden, als großer Erfolg gefeiert. 

## Ligazugehörigkeit
Profistatus hat Rouen 1933–1995 und wieder seit 2003 besessen. Erstklassig (Division 1, seit 2002 in Ligue 1 umbenannt) spielte der Klub 1936–1943, 1944–1947, 1960–1970, 1977/78 und 1982–1985. Nach vier Jahren Drittligazugehörigkeit wurde er 2013 ins Amateurlager zwangsversetzt und spielt in der Division d’Honneur.

## Erfolge
- Französischer Meister: Fehlanzeige, bisher beste Platzierung war Tabellenrang 4 (1936/37, 1937/38, 1960/61 und 1968/69); zudem Meister der D1-Nordstaffel 1940, 1945 und Gesamtfranzösischer Meister 1945 [inoffizielle Titel]
- Französischer Pokalsieger: bisher Fehlanzeige (aber Finalist 1925)
- Französischer Vizemeister der USFSA: 1913
- Normandiemeister der USFSA: 1910, 1911, 1912, 1913, 1914

## Für den Verein wichtige, ehemalige Spieler
- Französische Nationalspieler Die Zahl der Länderspiele für FC Rouen und der Zeitraum dieser internationalen Einsätze sind in Klammern angegeben
  - Mathieu André (3, 1936–1937)
  - Bernard Antoinette (2, 1937)
  - André Betta (2, 1968)
  - Jean-Louis Buron (4, 1963, erzielte dabei ein Tor)
  - Jacques Canthelou (11, 1924–1928)
  - Alfred Dambach (1, 1944)
  - Yvon Goujon (3, 1963, erzielte dabei zwei Tore) vorher 8 weitere Länderspiele für 2 andere Vereine
  - Marceau Lhermine (1, 1933)
  - Jean Nicolas (25, 1933–1938, erzielte dabei 21 Tore)
  - Michel Payen (3, 1937)
  - Félix Pozo (1, 1925)
  - Roger Rio (18, 1933–1937, erzielte dabei vier Tore)

Andere
  - Ali Boumnijel
  - David Jarolím spielte in der Jugend beim FC Rouen.
  - Ernst Melchior
  - Dado Pršo
  - Patrice Rio
  - Dominique Rustichelli